# Augusta Roszmann

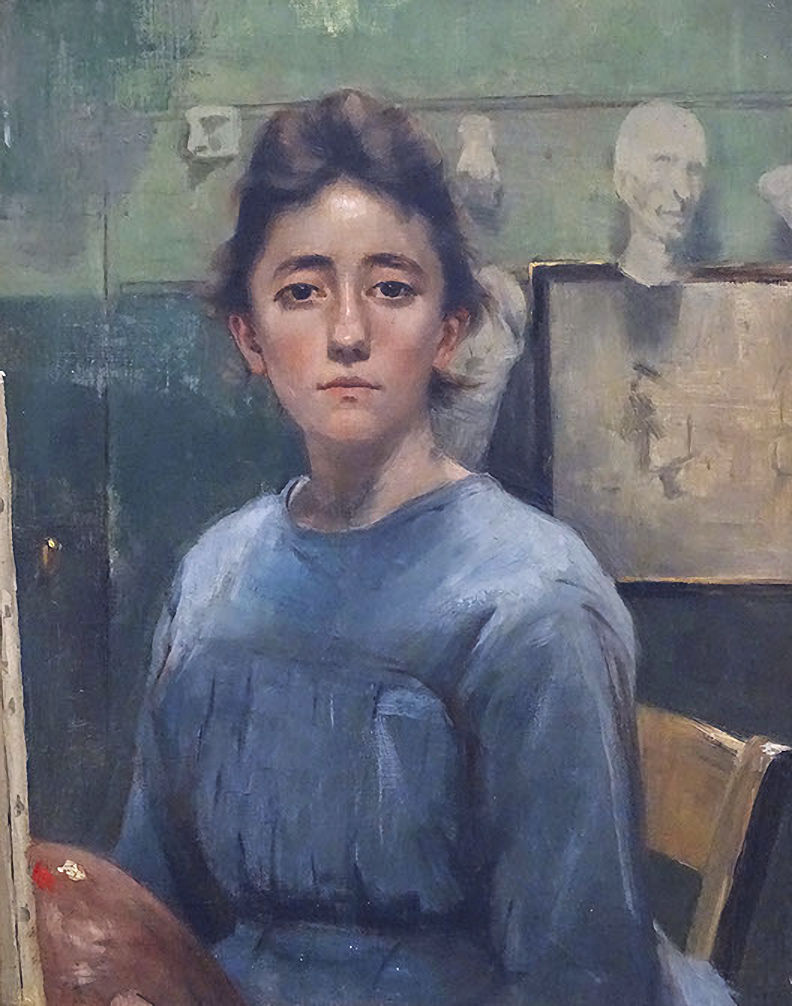
Augusta Roszmann, Selbstbildnis vor Staffelei, 1885–1890

Augusta Charlotte Cornelie Roszmann (* 1. September 1859 in Gent; † 28. Mai 1945 ebenda) war eine belgische Malerin. Sie studierte an der Académie Julian in Paris und lebte während mehr als vier Jahrzehnten in Basel. An der Weltausstellung 1900 in Paris wurde ihr die Bronzemedaille verliehen.

## Leben und Werk
Augusta Roszmann wuchs in einer Großfamilie mit sieben Geschwistern auf. Ihre Mutter, Christaens Marie Roszmann, war die zweite Frau des deutschen Hoteliers Auguste Jeremias Roszmann. Die Familie war vermutlich Teil der belgischen Oberschicht. Nach dem Tod von Auguste Jeremias Roszmann verschlechterte sich die Situation der Familie und Augusta Roszmann musste auf die finanzielle Unterstützung ihrer Familie verzichten. Sie verdiente ihren Lebensunterhalt fortan mit Bilderverkäufen. 1885 ließ sich Roszmann im Genter Einwohnerregister als artiste peintre eintragen.
Den ersten Teil ihrer Ausbildung erhielt Roszmann an der Nijverheidsschool in Gent und gewann mehrere Preise der Schule. 1883 verließ Roszmann Belgien, um in Paris an der Académie Julian zu studieren. Sie schrieb sich für die Ateliers von Jules-Joseph Lefebvre und Gustave Boulanger ein, belegte aber auch Kurse bei William Bouguereau und Tony Robert-Fleury. Schwerpunkt ihrer Ausbildung war die Porträtmalerei, welche Roszmann an der Académie Julian perfektionierte: Studies by Augusta Roszmann [...] show a range of technical prowess and masterful analyses of character. Wie sich Augusta Roszmanns Leben in Paris gestaltete, ist schwer nachzuvollziehen. Ihre finanzielle Lage war wohl prekär, denn sie reichte bei der Stadt Gent einen Förderantrag ein, um die Studiengebühren der Académie Julian von mehreren hundert Francs bezahlen zu können. Der Antrag wurde zunächst abgelehnt, erst nach dem Tod ihres Vaters erhielt Roszmann Unterstützungsbeiträge aus Gent.
Zwischen 1887 und 1910 stellte Augusta Roszmanns regelmäßig im Salon de Paris aus. Einige ihrer Werke wurden im Catalogue Illustré abgedruckt und 1889 wurde ihr Porträt mit der Mention Honorable ausgezeichnet. 1893 stellte Roszmann an der Weltausstellung in Chicago im belgischen Pavillon aus.
Ihr Studium an der Académie Julian schloss Roszmann Mitte der 1890er Jahre mit Bravour ab. Gabriel Weisberg spricht von Roszmanns substantial public career. An der Académie Julian ergab sich die Möglichkeit, sich mit Künstlerinnen aus ganz Europa zu vernetzen. Augusta Roszmann freundete sich mit der Schweizer Künstlerin Louise Amans an, welche ebenfalls an der Académie Julian studierte. 1895 folgte ihr Roszmann nach Basel.
Es ist zu vermuten, dass Louise Amans erkrankte und Roszmann sie aus diesem Grund in der Schweiz besuchte. 1897 starb Amans 37-jährig. Roszmann blieb in Basel und wohnte während über vierzig Jahren im Haus Amans. Mit einigen Basler Familien stand Roszmann in regem Briefwechsel und gab regelmäßig privaten Malunterricht. Sie war außerdem mit der Familie Schwarz von Spreckelsen befreundet. Fritz Schwarz-von Spreckelsen war Kunstsammler, Mäzen und in den 1940er Jahren Mitglied des Basler Kunstkredits. Er besaß mehrere Werke von Augusta Roszmann, die 1992 versteigert wurden.
Roszmann stellte regelmäßig in der Kunsthalle Basel, der Nationalen Kunstausstellung und der Turnus-Ausstellung aus. Einen Höhepunkt ihrer Karriere erlebte Roszmann an der Weltausstellung 1900 in Paris, als ihr die Bronzemedaille für ihr Porträt verliehen wurde. Von Basel aus reiste Augusta Roszmann oft in die Bretagne. Vermutlich entstanden während dieser Aufenthalte mehrere Bilder, die Roszmann ab der Jahrhundertwende in Basel ausstellte.
1908 trat Augusta Roszmann dem SSFPSD bei. Im selben Jahr stellte sie in Genf an der Exposition de la Société Suisse des femmes peintres et sculpteurs und 1911 an einer Folgeausstellung in Zürich aus. In der Zeit des Ersten Weltkriegs reiste Roszmann vermehrt nach Frankreich. 1939 zog sie in ihre Geburtsstadt Gent zurück. Dort starb Augusta Roszmann am 28. Mai 1945 im Alter von 85 Jahren.

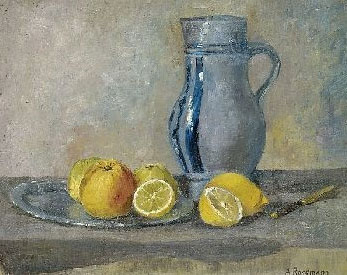
Stillleben mit Krug
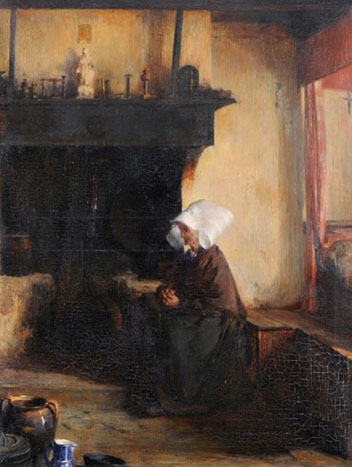
Betende Nonne
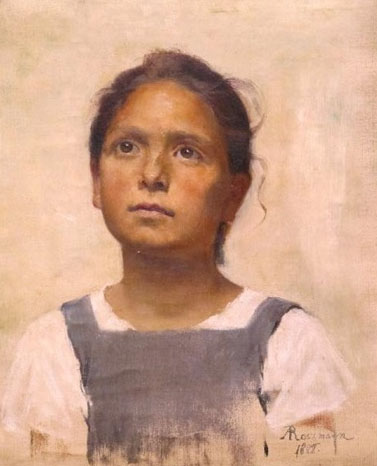
Portrait d'une jeune fille
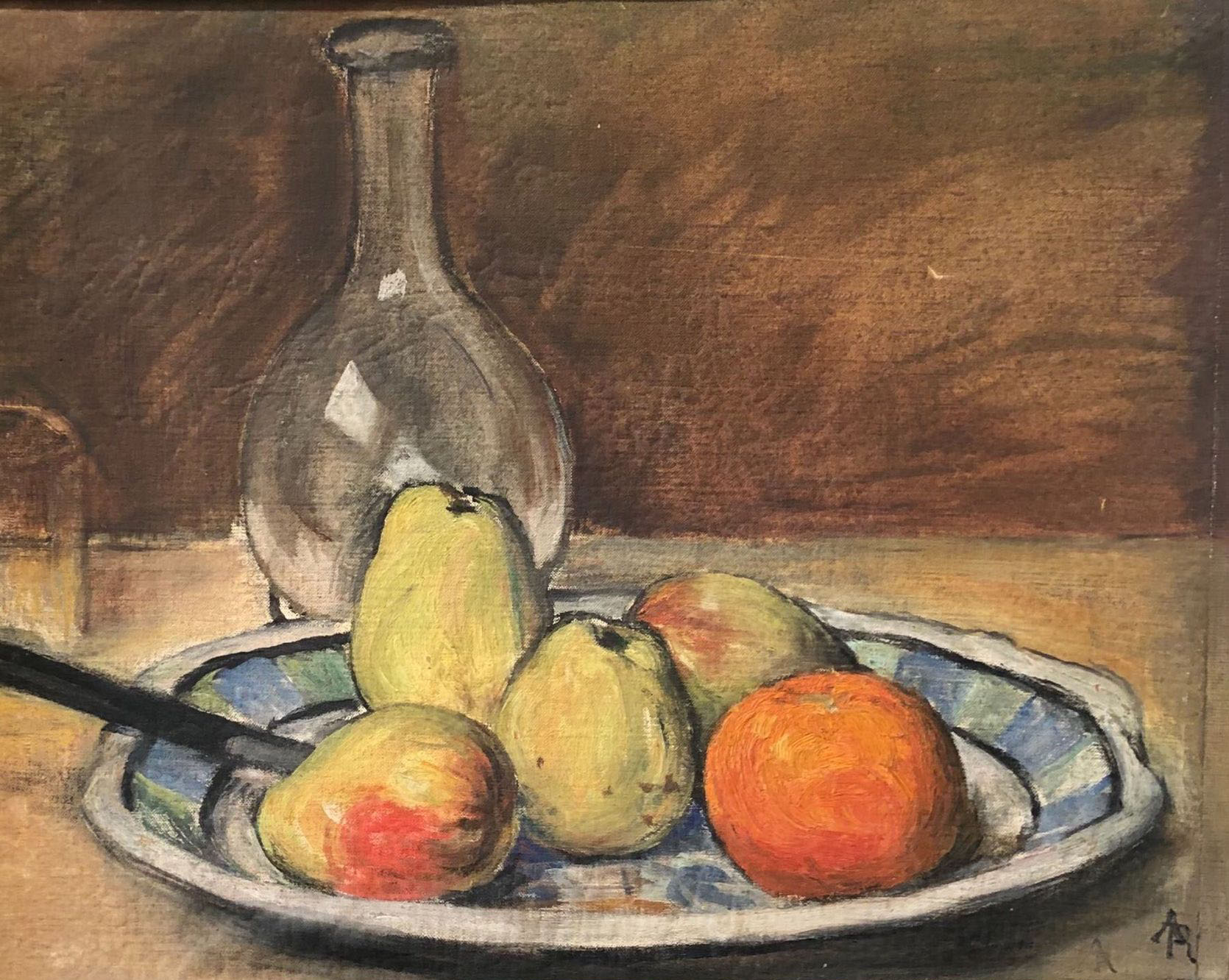
Stillleben mit Früchten

## Ausstellungen
- 1886: Exposition Triennale de Gand, Gent
- 1887–1896: Salon de Paris
- 1893: World’s Columbian Exposition, Chicago
- 1898: 5. Nationale Kunstausstellung, Kunsthalle Basel
- 1900: Weltausstellung Paris
- 1901, 1902, 1904, 1906–1908: Salon de Paris
- 1908: 9. Nationale Kunstausstellung, Kunsthalle Basel
- 1908: Exposition de la Société Suisse des femmes peintres et sculpteurs, Genf
- 1901: 1. Ausstellung der Vereinigung bildender Künstlerinnen Österreichs, „Kunst der Frau“, Wien
- 1910: Salon de Paris
- 1910: Weihnachtsausstellung Baslerischer Künstler, Kunsthalle Basel
- 1913: Turnus-Ausstellung, Kunsthaus Zürich
- 1913: Jubiläumsausstellung des Basler Kunstvereins, Kunsthalle Basel
- 1920, 1921: Basler Künstler, Kunsthalle Basel
- 1922: „Das Porträt.“ Ausstellung von Basler Künstlern, Kunsthalle Basel
- 1928: 17. Nationale Kunstausstellung, Kunsthaus Zürich
- 1931: 18. Nationale Kunstausstellung, Palais des Expositions, Genf
- 1932: Turnus-Ausstellung, Kunsthaus Zürich